# Bucze (województwo małopolskie)

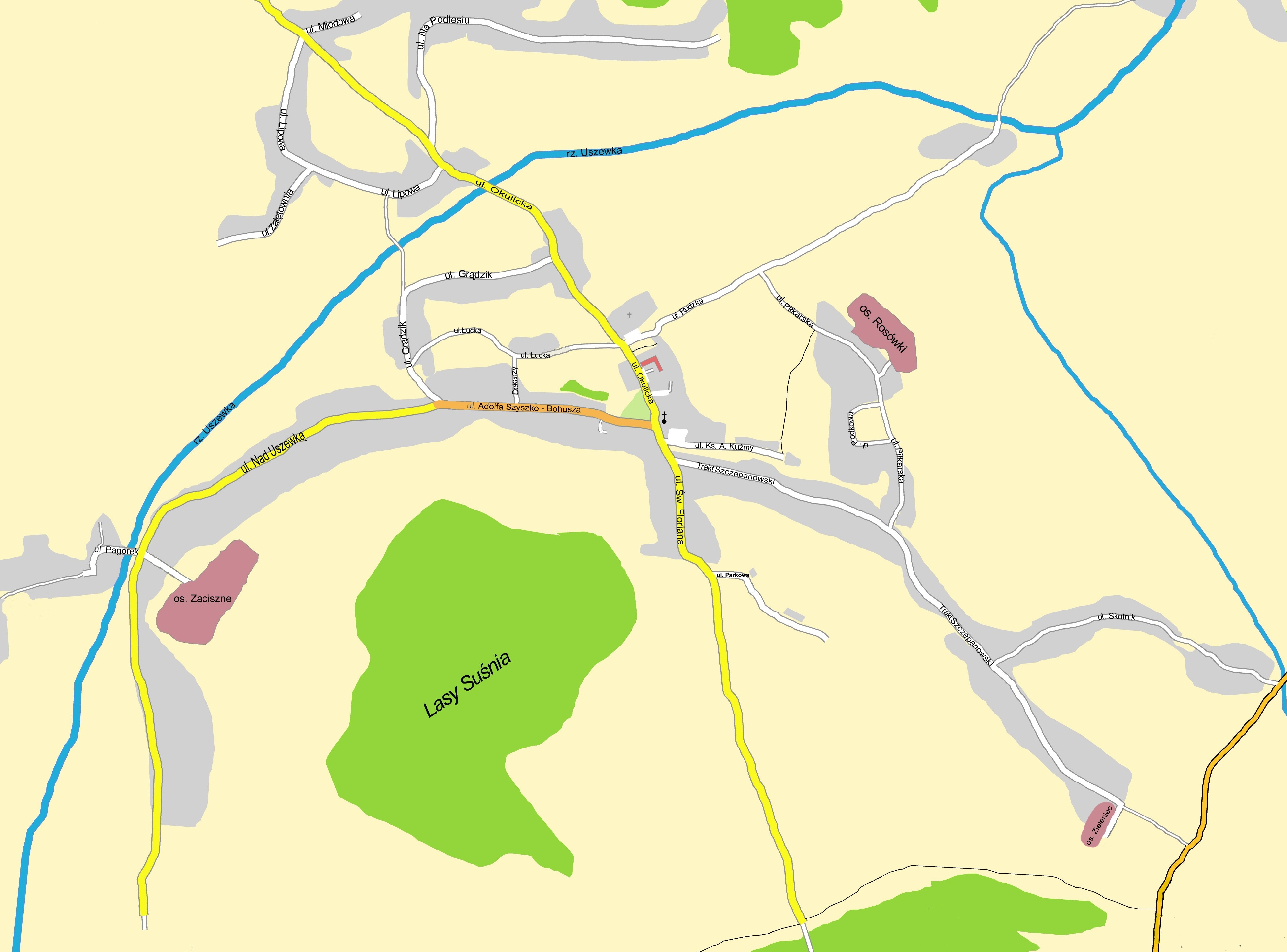
Plan ulic i osiedli

Bucze – wieś w Polsce położona w województwie małopolskim, w powiecie brzeskim, w gminie Brzesko. Rozsiadła pośród pól i lasów wieś, położona zaledwie kilka kilometrów na północ od Brzeska.
Do 1975 roku w województwie krakowskim, powiece brzeskim. W latach 1975–1998 miejscowość administracyjnie należała do województwa tarnowskiego. Integralne części miejscowości: Gocołowa Górka, Skotnik, Zagrody, Zalesie, Załętownia.

## Historia

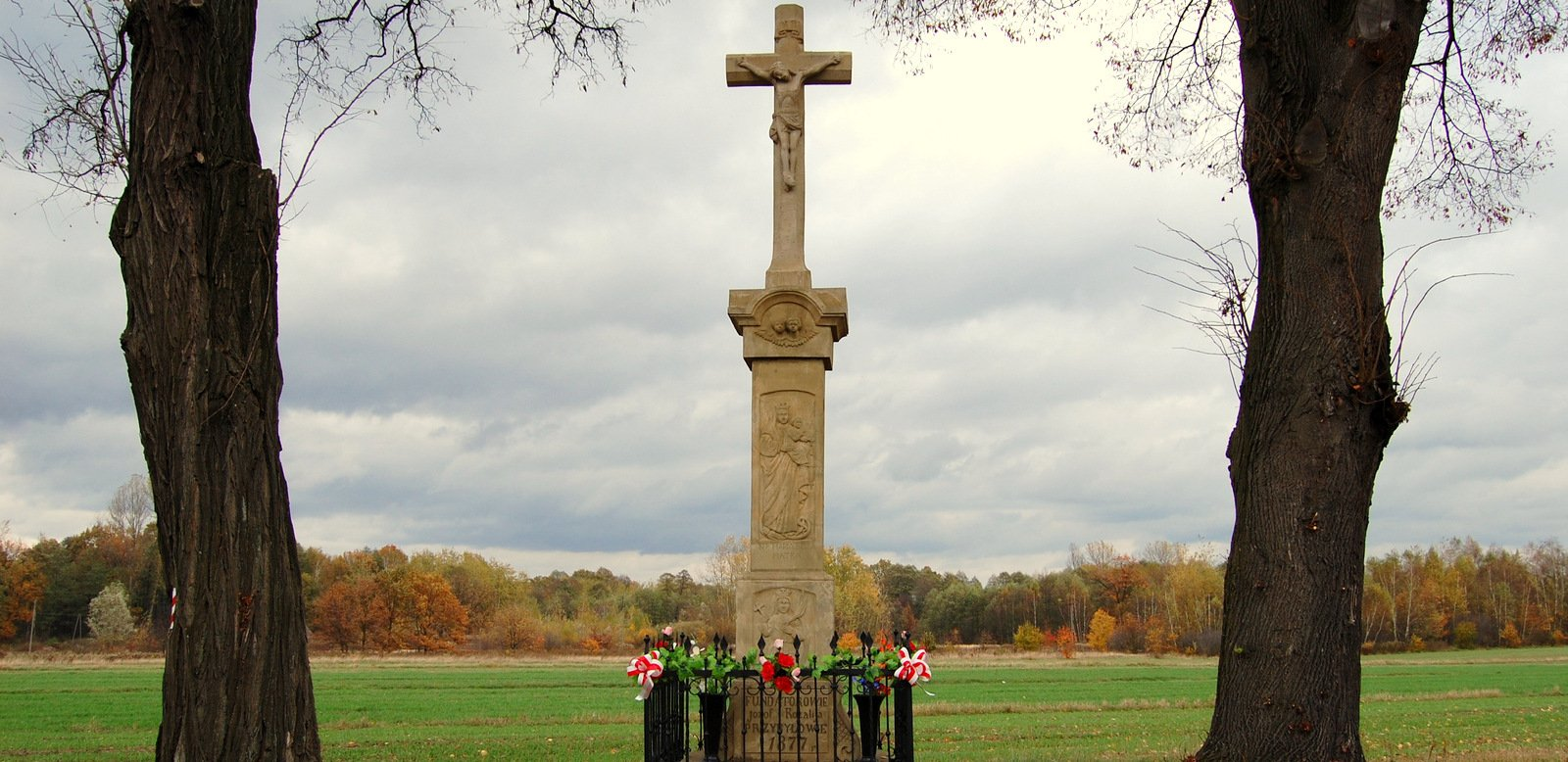
Kapliczka przy wjeździe do Bucza

Pierwsze wzmianki o Buczu pochodzą podobno z XII w. jako osady należącej do parafii w Szczepanowie. Pierwsza udokumentowana wzmianka o miejscowości data to 1596 rok, jako wspólnota z Mokrzyską. W 1932 r. wieś stała się odrębnym sołectwem w wyniku reformy administracyjnej kraju. Rok 1951 to utworzenie samodzielnej parafii, którą erygował ówczesny biskup tarnowski Jan Stepa. Wcześniej Bucze było częścią parafii w Szczepanowie. A stało się to w cztery lata po wybudowaniu w Buczu kościoła pw. Matki Boskiej Nieustającej Pomocy. W Buczu można zobaczyć jeszcze kilkanaście starych drewnianych chałup i budynków gospodarczych prezentujących typ krakowskiego budownictwa wiejskiego z końca XIX i początków XX wieku. W obrębie parafii znajduje się kilkanaście przydrożnych kapliczek i figur datowanych na koniec wieku XIX i współcześnie wybudowanych. Najstarszą jest (kiedyś drewniana) kapliczka stojąca w zagajniku na miejscu dawnego stawu przed cmentarzem. Według miejscowej tradycji wystawiona została około XVIII w. z fundacji Marcinkowskich, ówczesnych właścicieli wsi. W jej wnętrzu znajduje się ludowa figurka św. Jana Nepomucena.

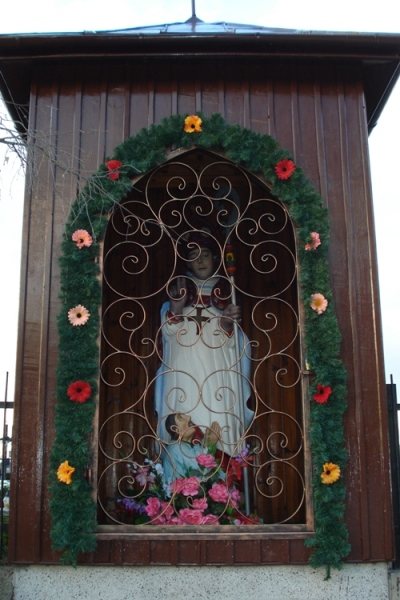
Kapliczka św. Stanisława w Buczu

W bramie cmentarnej stoi drewniana kapliczka z wizerunkiem św. Stanisław BM ze Szczepanowa. Ludowy rzeźbiarz Stanisław Zachara w 1884 roku z pnia lipy wyrzeźbił figurę św. Stanisława. W 1900 roku mieszkańcy wybudowali tę właśnie kapliczkę, która w późniejszych latach była kilkakrotnie odnawiana. W 2008 roku kapliczka zyskała nową kratę wejściową. Naprzeciw tej kapliczki stoi studzienka św. Stanisława. Według miejscowej legendy studzienka stoi w miejscu, w którym Święty będąc w drodze do Krakowa poczuł pragnienie. Uderzył więc w ziemię laską, a po chwili wypłynęła z niej woda. Studzienka przez długie lata była nisko osadzona nad ziemią. W 2009 roku studzienkę podwyższono oraz ogrodzono.

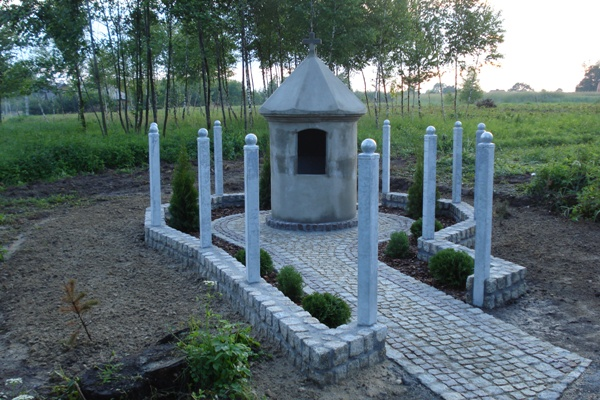
Studzienka św. Stanisława

Budynek szkoły: murowany, parterowy, przypominający wyglądem klasyczny ziemiański dworek. Wzniesiony w 1929 r. ze składek mieszkańców Bucza, których wsparł finansowo Jan Albin Goetz (właściciel okocimskiego browaru, ale także światły społecznik). W 1997 roku dobudowano nowoczesne skrzydło.
W centrum wsi znajduje się nowoczesny plac zabaw dla dzieci. Stoi tam okazały wiąz – pomnik przyrody. Również w pobliskim Lesie Bratucickim rośnie kilkusetletni dąb Onufry z zawieszoną na nim kapliczką św. Onufrego.

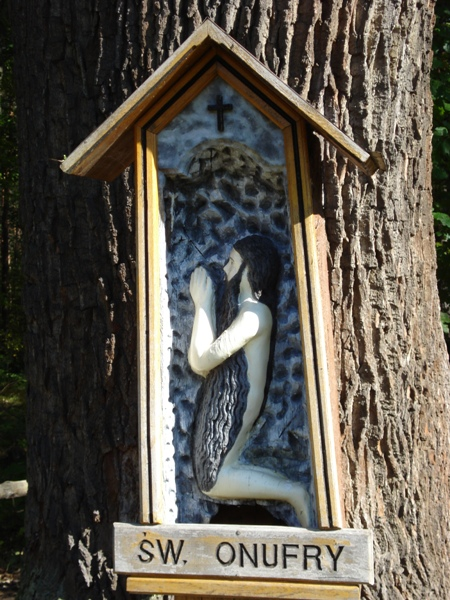
Dąb Onufry z wizerunkiem świętego niedaleko Bucza

W ostatnich latach w Buczu odbywały się zawody motocrossowe „Biała Góra”.
W 2011 roku grupa mieszkańców zawiązała Stowarzyszenie Na Rzecz Rozwoju Wsi Bucze.

## Zabytki
Obiekty wpisane do rejestru zabytków nieruchomych województwa małopolskiego
- zagroda nr 207 w skład której wchodzi chata oraz stodoła z 1860 roku.

## Edukacja
- Publiczna Szkoła Podstawowa, 32-800 Bucze, ul. Okulicka 6.

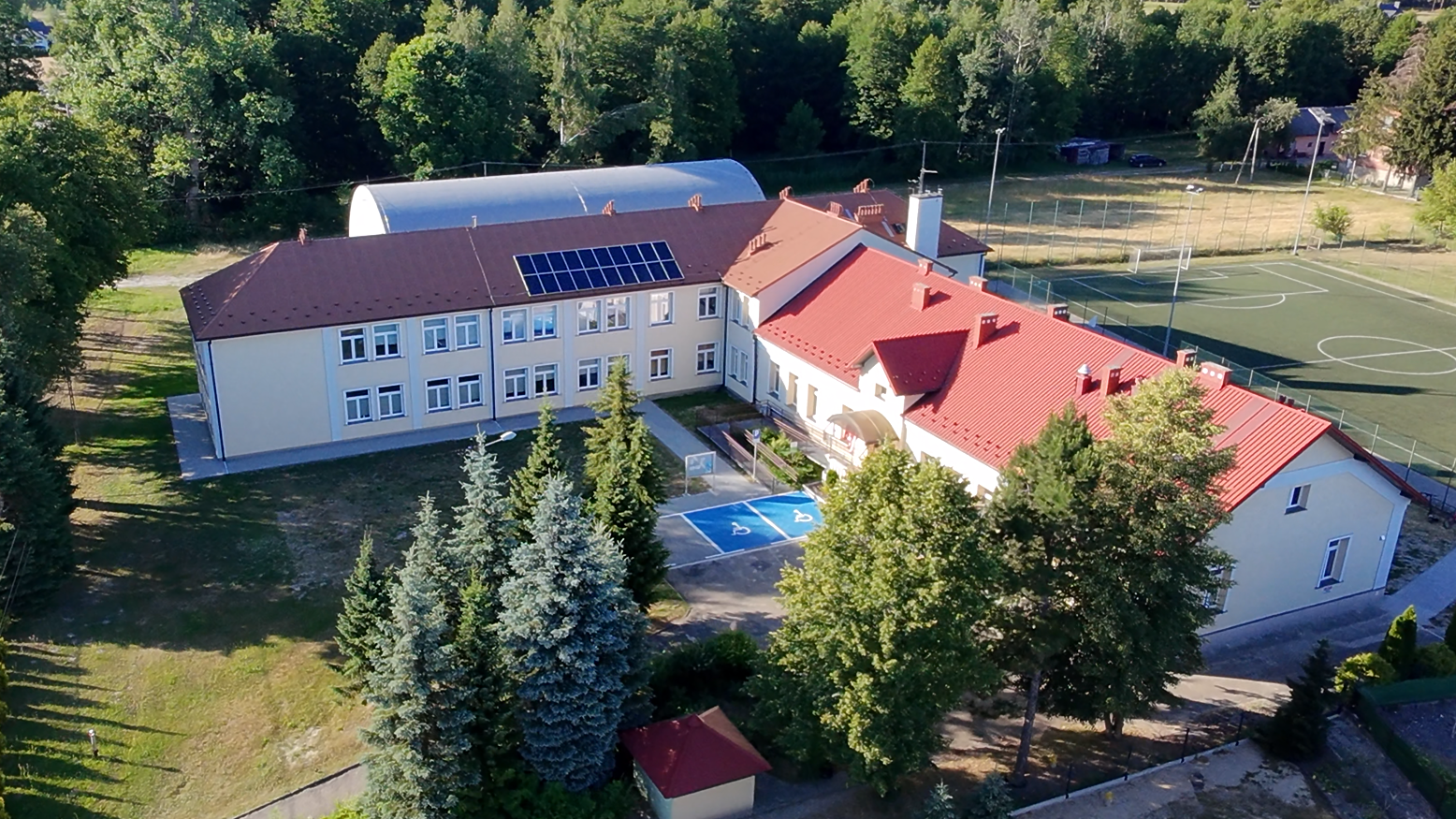
Szkoła podstawowa w Buczu

## Kościoły

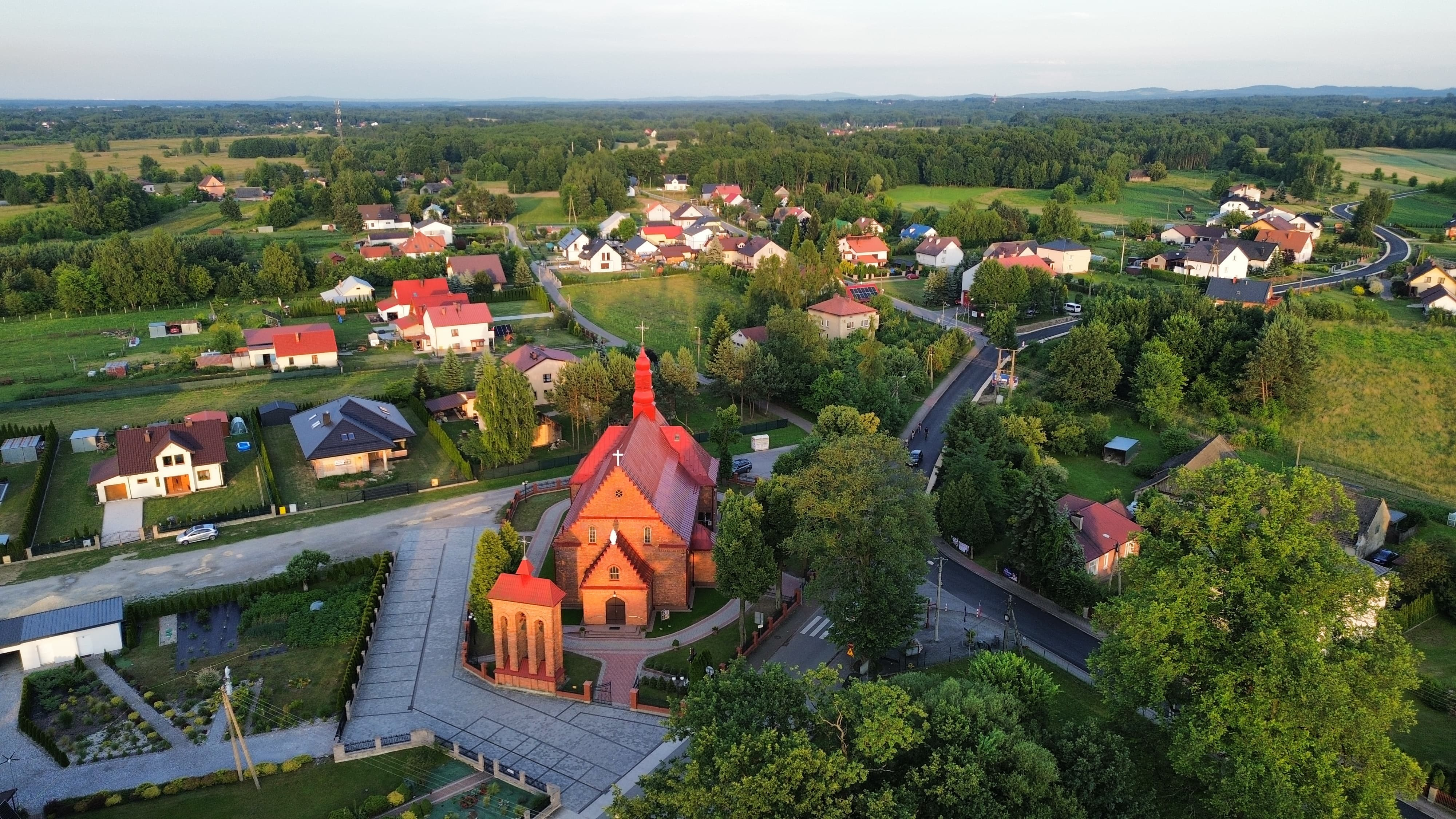
Kościół parafialny w Buczu

Kościół parafialny pod wezwaniem Matki Boskiej Nieustającej Pomocy zbudowany w latach 1946–1947 według projektu Adolfa Szyszko-Bohusza.
Budowla ceglana, nawiązująca formą i wystrojem do architektury neogotyckiej, uzupełnionej o elementy zaczerpnięte z baroku. Trzynawowy korpus, zamknięte trójbocznie prezbiterium, po bokach którego znajdują się kaplica i zakrystia z emporą na poziomie drugiej kondygnacji tworzą wnętrze budowli. Wysoki dach siodłowy ze schodkowym szczytem od zachodu i neobarokowa wieżyczka na sygnaturkę wieńczą świątynię. Nakryte kasetonowym stropem wnętrze zdobi figuralna polichromia w postaci dużych, malowanych na tynku scen z życia świętych. Cześć północnej ściany prezbiterium przedstawia Wniebowzięcie Najświętszej Marii Panny. Malowidła wykonane w 1958 r. przez krakowskiego artystę i konserwatora dzieł sztuki Pawła Mitka. W świątyni znajdują się trzy neobarokowe ołtarze wykonane w 1955 r. przez Wojciecha Adamka oraz neorokokowy prospekt organowy. W ołtarzu głównym znajduje się ukoronowany obraz Matki Boskiej Nieustającej Pomocy. W przedsionku kościoła niewielka kamienna kropielnica ozdobiona główkami aniołków i gotyckim maswerkiem.

## Kultura i sport
W październiku 2013 roku Stowarzyszenie Na Rzecz Rozwoju Wsi Bucze oddało do użytku wybudowane w centrum miejscowości plac i obelisk ku czci i pamięci ofiar I i II wojny światowej, mieszkańców Bucza. 

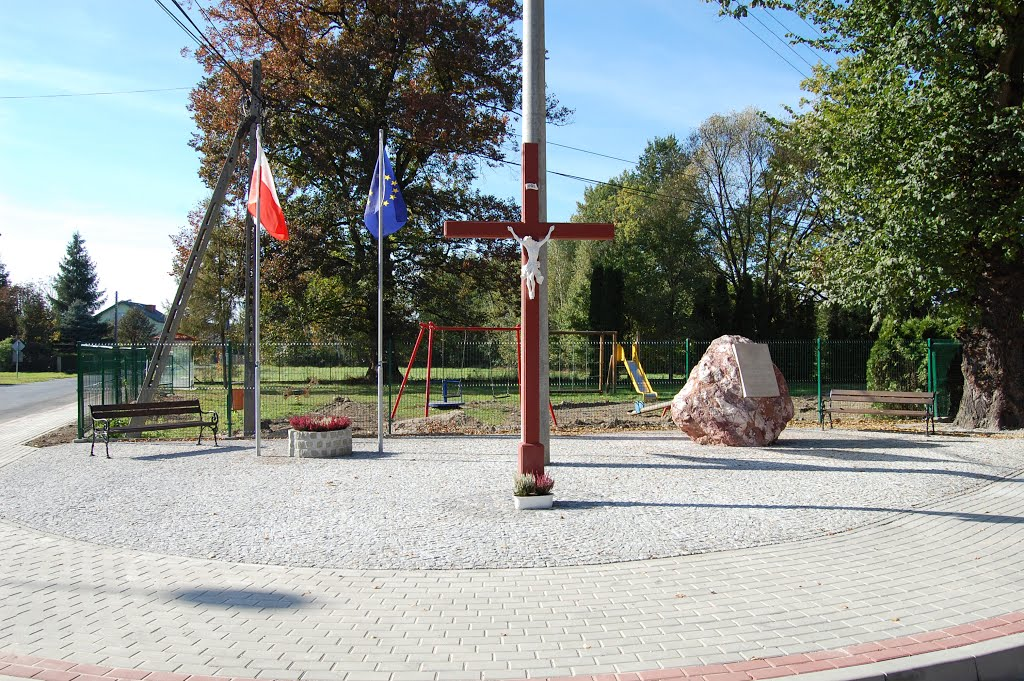
Plac i obelisk ku czci i pamięci ofiar I i II wojny światowej mieszkańców Bucza

- Ludowy Klub Sportowy OLIMPIA Bucze

## Inne obiekty

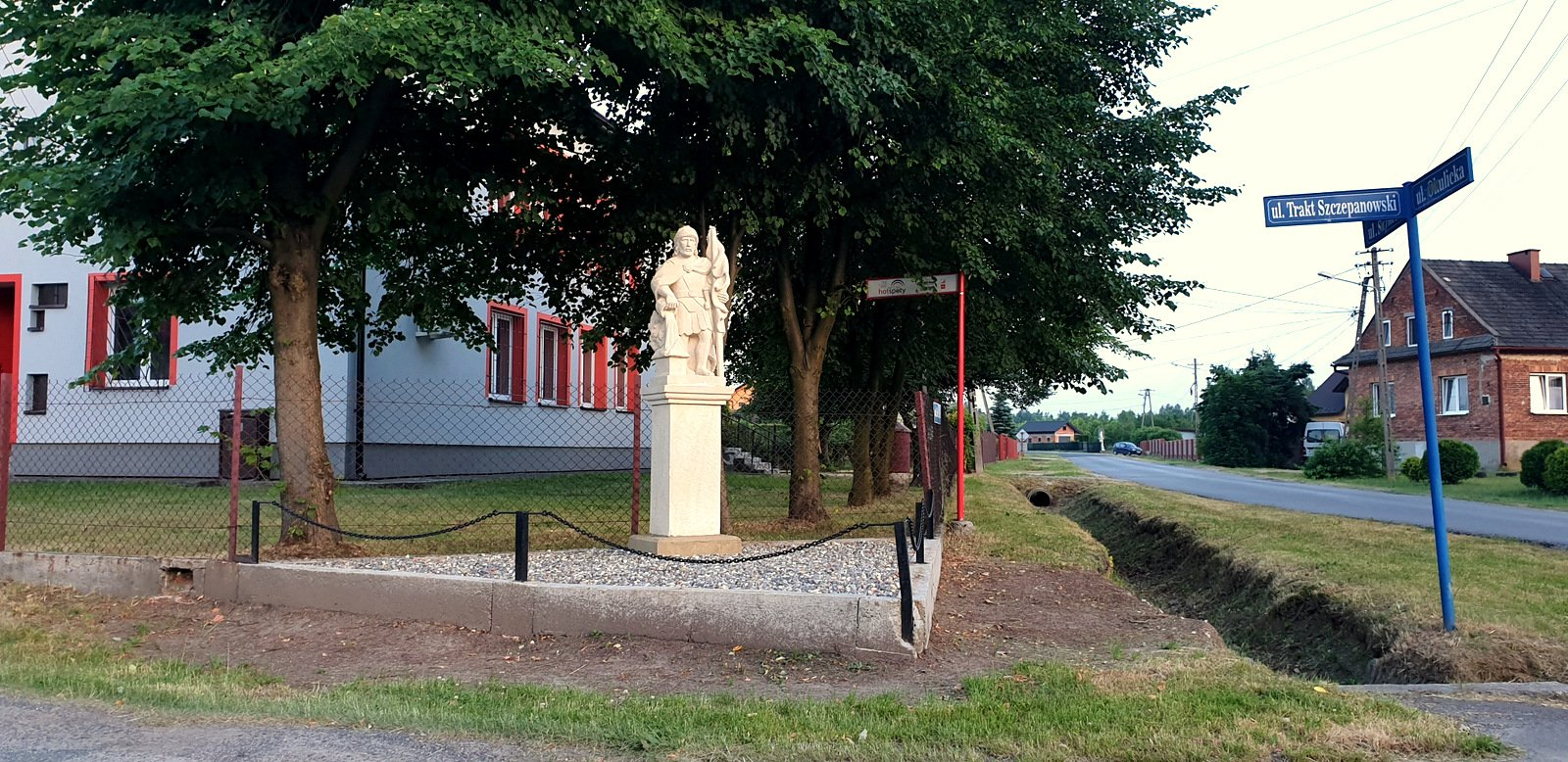
Św. Florian przy remizie OSP Bucze

- Remiza OSP BuczeŚw. Florian przy remizie OSP Bucze